# Crotonogyne angustifolia
Crotonogyne angustifolia är en törelväxtart som beskrevs av Ferdinand Albin Pax. Crotonogyne angustifolia ingår i släktet Crotonogyne och familjen törelväxter.
Artens utbredningsområde är Gabon. Inga underarter finns listade i Catalogue of Life.